# 线红纹螺
线红纹螺（学名：Bullina lineata），又名豔捻螺，为捻螺總科豔捻螺科红纹螺属的一種海螺动物。其种加词“lineata”意为“线条状的”。

## 型態描述
這個物種有一個奶白色的外套膜，有彩虹色的藍色邊緣。在頭部的頭盾突之間有多個黑色小眼。
外殼白色底，有紅棕色的水平螺旋帶，與相同顏色的直條交疊。長度為15至25mm。

## 分佈
属于暖水性种，主要生活于潮间带到潮下带水深5-10m以及细砂质底。在整個印度洋-太平洋海域，除了在印度洋的毛里求斯以外，就只分佈於西太平洋海岸，從北到南由日本開始，到夏威夷、印度尼西亚，然後波利尼西亚、诺福克岛、新喀里多尼亚岛、洛亞蒂群島、新西兰、澳大利亚、洛德豪岛等地都有分佈。